# Thomas Bates
Thomas Bates (1567 – 30 de gener de 1606) fou un membre del grup de catòlics provincials que van planejar la fallida conspiració de la pólvora de 1605. Bates va néixer a Lapworth a Warwickshire, i va esdevenir un criat de Robert Catesby, qui a partir de 1604 va planejar matar el rei Jaume I d'Anglaterra fent volar la Cambra dels Lords amb pólvora, i incitant una revolta popular durant la qual es restauraria un monarca catòlic al tron anglès. Es va convidar a Bates a la conspiració després que s'assabentés accidentalment del projecte. Mentre muntava amb Catesby per preparar-se per la rebel·lió el 5 de novembre de 1605, Guy Fawkes fou descobert i detingut mentre vigilava la pólvora emmagatzemada sota la Cambra dels Lords. Posteriorment, Bates acompanyà Catesby i el petit grup de fugitius conspiradors cap a Holbeche House a Staffordshire, però se n'anà poc després abans que el seu amo fos matat allà per les forces del govern el 8 de novembre. Subsegüentment, fou capturat i portat a Londres.
Bates fou l'únic membre del grup que implicà els jesuïtes a la conspiració, però ho podria haver fet només per alleujar la seva condemna. Va retirar el que havia dit quan es va fer evident que seria executat. Tres dies després del seu judici el 27 de gener de 1606, va ser penjat, arrossegat i esquarterat.

## Criat
Bates va néixer a Lapworth a Warwickshire, i estava casat amb Martha Bates. Era criat de la família de Sir Robert Catesby, i vivia en una cottage a la propietat familiar de Catesby. Tenia el seu propi servent, com també una armadura pròpia. Bates era considerat un servent dedicat i lleial a Catesby.
Bates fou el setè home en apuntar-se al que es coneixeria com la conspiració de la pólvora, un projecte ideat a principis de 1604 per matar el rei Jaume I d'Anglaterra fent volar la Cambra dels Lords amb pólvora, i incitant posteriorment una revolta popular en què es restauraria un monarca catòlic al tron anglès. La implicació de Bates a la conspiració va començar quan va començar a sospitar dels moviments de Catesby. El desembre de 1604 fou invitat a l'allotjament del seu amo a Puddle Wharf a Londres, i fou interrogat allà per Thomas Wintour i Catesby, que havien notat les seves sospites. Bates els va dir que creia que "volien fer quelcom perillós a la Casa del Parlament, perquè l'havien enviat allà per aconseguir un allotjament." Els dos conspiradors van revelar el secret a Bates.
Aquell mateix mes s'anuncià que a causa de la pesta, la reobertura del Parlament no seria el febrer sinó l'octubre. Durant aquest període de retard, els conspiradors podrien haver cavat un túnel sota el Parlament, tot i que mai no s'han trobat proves de l'existència d'aquest. Finalment, els conspiradors van acabar guardant la pólvora al magatzem de sota de la Cambra dels Lords. El juliol de 1605, l'obertura del Parlament es va tornar a endarrerir, aquesta vegada fins al dimarts 5 de novembre. Catesby havia aportat la major part dels diners per fer la conspiració, però a l'agost de 1605 els diners començaven a escassejar. Durant una trobada secreta a Bath l'agost, on hi eren presents ell, Percy i Thomas Wintour, els conspiradors van decidir que calia apuntar més gent, "la que ell creiés més adient". Bates no era partiari de la idea, i fou l'únic membre de la conspiració que s'hi negà. Tanmateix, Catesby va reclutar pel grup Ambrose Rookwood, Francis Tresham i Everard Digby.

## Fracàs
Els últims detalls de la conspiració es van fer durant l'octubre. Guy Fawkes seria l'encarregat d'encendre la metxa i llavors marxaria pel Tàmesi, mentre una revolta simultània a les Midlands ajudaria a assegurar la captura de la Princesa Elisabet. El dilluns 4 de novembre, Bates marxà amb Catesby i John Wright per fer la revolta planejada. L'endemà, a Dunstable, mentre ferraven el cavall de Catesby, Rokwood els avisà que havien descobert i detingut Fawkes mentre vigilava la pólvora. Mentre els conspiradors que encara eren a Londres marxaven de la ciutat, al grup de Catesby s'hi afegiren Christopher Wright i Thomas Percy. Mentre anaven cap a Dunchurch sobre cavalls que els havia deixat Everard Digby. Es van trobar amb Robert Wintour (germà de Thomas) a Ashby St Ledgers, i Digby a Dunchurch. El 6 de novembre van robar cavalls del Castell de Warwick, i van agafar armes a Norbrook, prop de Stratford-upon-Avon. Mentre seguien anant cap a Huddington, i mentre el govern emetia una crida a la detenció dels fugitius (el servent de Catesby figurava com a Robert Ashfield, probablement en comptes de Bates), i Catesby ordenà a Bates que enviés una carta al Pare Garnet a Coughton Court demanant el seu suport. Les notícies de Bates van ser de gran importància pels jesuites; va sentir Tesimond exclamar que estaven "tots completament arruïnats". En la resposta de Garnet a Catesby es demanava que paressin les seves accions, i que escoltessin les ensenyances del papa.

## Captura
En arribar a Holbeche House, a prop de Staffordshire, tant els fugitius com els seus seguidors, estaven molt cansats. Van escampar pólvora mullada a davant del foc per tal que s'assequés. Una espurna del foc va tocar la pólvora i les flames que en resultaren van envoltar Catesby, Rookwood, Grant i un altre home. En algun punt entre llavors i l'arribada del Xèrif de Worcester i els seus homes, Bates marxà de la casa, possiblement amb el seu fill i Digby. Si estava amb aquest últim, fou capturat aquell mateix dia i se'l van endur a Londres. Catesby va morir aquell dia juntament amb Percy, John Wright i el seu germà Christopher.

## Empresonament i execució
Mentre estava empresonat, Bates va dir el 4 de desembre que el Pare Oswald Tesimond coneixa la conspiració. Tanmateix, segons creu l'autora Antonia Fraser, les proves de Bates són sospitoses; era de classe més baixa que els altres conspiradors, i, per tant, podria haver cregut que tenia més risc de ser torturat que la resta. Potser intentant guanyar-se el favor dels seus interrogadors, va ser l'únic conspirador que va implicar-hi els jesuïtes. Més endavant va retractar la seva confessió quan es va fer evident que l'executarien.
Bates fou acusat d'alta traïció, i va ser jutjat a Westminster Hall el dilluns 27 de gener de 1606, juntament amb set altres conspiradors. Van arribar a la sala separats de la resta; les presons operaven mitjançant un sistema basat en les classes dels presos i, per tant, ell estava reclòs a Gatehouse Prison, en comptes de la Torre de Londres. Només Digby va ser declarat no culpable. El matí del 30 de gener de 1606, Digby, Robert Wintour i Grant van ser penjats, arrossegats i esquarterats. Bates va ser l'últim en pujar al cadafal, i va morir de la mateixa manera. La resta de conspiradors van ser executats l'endemà fent servir el mateix mètode.